# Stefan Hambura
Stefan Józef Hambura (ur. 1 maja 1961 w Gliwicach, zm. 2 maja 2020 w Warszawie) – polsko-niemiecki adwokat.

## Życiorys
Pochodził ze śląskiej rodziny deklarującej narodowość niemiecką. W 1979 przesiedlił się z rodzicami do Republiki Federalnej Niemiec.

### Wykształcenie
Absolwent Wydziału Prawa na Uniwersytecie Fryderyka Wilhelma III w Bonn. Podczas studiów i aplikacji odbywał praktyki także poza granicami Niemiec, w Holandii, Polsce i Stanach Zjednoczonych. Podjął pracę adwokata w prowadzonej przez siebie kancelarii adwokackiej w Berlinie. Specjalizował się w obszarze roszczeń cywilnoprawnych. Wykładał w Szkole Prawa Niemieckiego na Uniwersytecie Warszawskim.

### Prowadzone sprawy
Zajmował się w imieniu mieszkających w Niemczech polskich rodziców (z mieszanych polsko-niemieckich małżeństw) walką z urzędami ds. młodzieży (Jugendamt), które odebrały im dzieci na rzecz niemieckich współmałżonków.
W 2007 reprezentował Związek Byłych Więźniów Politycznych Hitlerowskich Więzień i Obozów Koncentracyjnych, domagających się od niemieckiego ministerstwa finansów dodatku pielęgnacyjnego oraz zadośćuczynienia. Złożył m.in. zapytanie do Sądu Najwyższego, który sąd jest właściwy w tych sprawach. Żądania wobec Niemiec nie odniosły sukcesów.
W 2007 był pełnomocnikiem Anny Walentynowicz w wygranej sprawie przeciwko twórcom filmu Strajk w reżyserii Volkera Schlöndorffa, którym sąd zakazał utożsamiania bohaterki Agnieszki z działaczką NSZZ „Solidarność”, gdyż historia przedstawiona w filmie znacząco i na niekorzyść jej wizerunku różni się od jej biografii.
W 2009 zwrócił się w imieniu najważniejszych organizacji polonijnych w Niemczech pisemnie do kanclerz Angeli Merkel w sprawie uchylenia nazistowskiego rozporządzenia w sprawie organizacji polskiej grupy narodowej, dyskryminującego polską mniejszość, odbierającego jej status mniejszości narodowej i konfiskującego mienie organizacji polskich. Apel w sprawie uchylenia nazistowskiego rozporządzenia stanowił pierwszą od lat wspólną inicjatywę organizacji polonijnych w Niemczech.
W kwietniu 2010 został pełnomocnikiem Andrzeja Melaka (brata Stefana Melaka) i Janusza Walentynowicza (syna Anny Walentynowicz) – rodzin ofiar katastrofy polskiego Tu-154 w Smoleńsku. W lipcu 2010 złożył doniesienie do warszawskiej prokuratury, w związku z podejrzeniem działania przez Donalda Tuska i pełniącego obowiązki prezydenta Bronisława Komorowskiego na szkodę Rzeczypospolitej Polskiej poprzez rezygnację ze wspólnego polsko-rosyjskiego śledztwa w sprawie przyczyn smoleńskiej katastrofy. Jako pełnomocnik rodzin ofiar katastrofy polskiego Tu-154 w Smoleńsku przyczynił się do skazania w 2019 Tomasza Arabskiego, byłego szefa Kancelarii Prezesa Rady Ministrów, na 10 miesięcy pozbawienia wolności w zawieszeniu na dwa lata. Miał on według sądu dopuścić do lotu rządowego Tupolewa na nieczynne lotnisko Siewiernyj w Smoleńsku.
Był również doradcą polskiego Episkopatu w sprawie Karty Praw Podstawowych UE.

### Działalność publicystyczna i polityczna

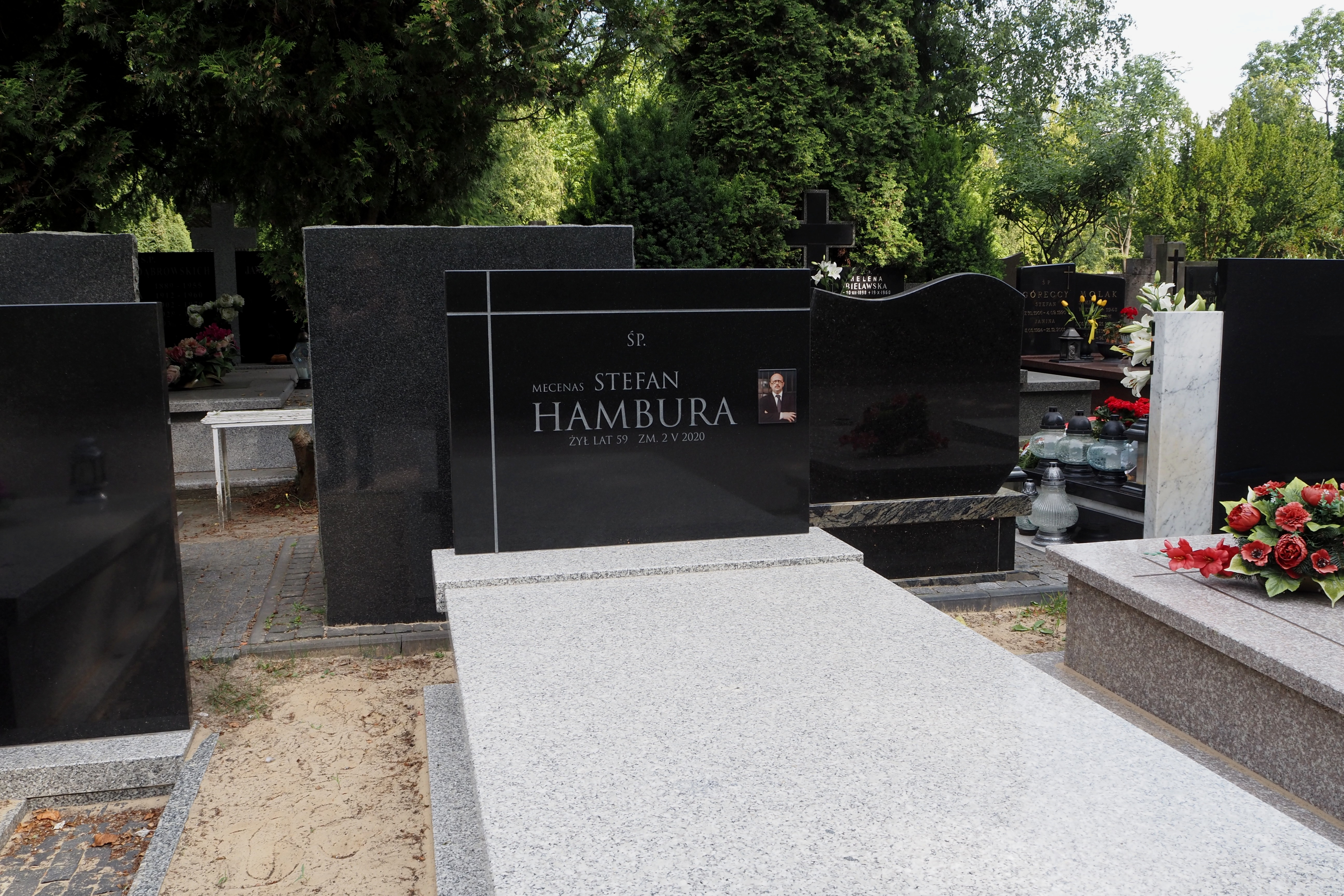
Grób Stefana Hambury na cmentarzu Wojskowym na Powązkach w Warszawie

Był autorem i współautorem publikacji o tematyce prawniczej. Wspólnie z Mariuszem Muszyńskim wydał pierwsze w Polsce komentarze do traktatów Unii Europejskiej.
Brał udział w audycjach telewizyjnych, m.in. w Telewizji Trwam, TVP, Telewizji Republika oraz w Radiu Maryja. Publikował w „Der Tagesspiegel”, „Frankfurter Allgemeine Zeitung”, „Wprost”, „Naszym Dzienniku”, „Rzeczpospolitej” i „Gazecie Polskiej”. Był także prelegentem klubu „Gazety Polskiej”.
W 2017 Stefan Hambura przez 15 dni prowadził głodówkę na ulicach Berlina – na początku wraz z Marcinem Masnym, który musiał przerwać protest z powodu pogorszenia stanu zdrowia – mającą zwrócić uwagę na sytuację niemieckiej Polonii, której odmawia się praw należnych mniejszości narodowej w Niemczech.
W wyborach do Parlamentu Europejskiego w 2014 był liderem listy Polski Razem Jarosława Gowina w okręgu obejmującym województwo pomorskie, zdobywając 2793 głosy (partia nie osiągnęła progu wyborczego). Został później prezesem Światowego Kongresu Polaków. Przed wyborami do Parlamentu Europejskiego w 2019 został ogłoszony liderem listy Ruchu Prawdziwa Europa w okręgu obejmującym województwo śląskie, jednak partia nie zarejestrowała listy w tym okręgu.
30 kwietnia 2020 przeszedł zawał serca, dwa dni później zmarł. Został pochowany na cmentarzu Wojskowym na Powązkach w Warszawie (kwatera G dod.-Aleja Zasłużonych-14).

## Życie prywatne
Był żonaty z Grażyną, z którą miał dwoje dzieci.

## Publikacje zwarte
- Traktaty Unii Europejskiej po zmianach z Lizbony. Deklaracje, załączniki, protokoły wraz z wprowadzeniem, Studio Sto, Bielsko-Biała, 2010 (wspólnie z Mariuszem Muszyńskim)
- Traktaty o Unii Europejskiej, o funkcjonowaniu Unii Europejskiej, EURATOM, Karta Praw Podstawowych, po zmianach wprowadzonych Traktatem z Lizbony, Studio Sto, Bielsko-Biała, 2007 (wspólnie z Mariuszem Muszyńskim)[27]
- Wymiar sprawiedliwości RFN: sądownictwo: wprowadzenie w problematykę ze szczególnym uwzględnieniem sądownictwa powszechnego, Studio Sto, Bielsko-Biała, 2002 (wspólnie z Anitą Muszyńską i Mariuszem Muszyńskim)[28]
- Wymiar sprawiedliwości RFN: adwokatura, Studio Sto, Bielsko-Biała, 2002 (wspólnie z Grażyną Stańczuk-Hamburą i Mariuszem Muszyńskim)[28]
- Traktat ustanawiający Wspólnotę Europejską z komentarzem, Studio Sto, Bielsko-Biała, 2002 (wspólnie z Mariuszem Muszyńskim)[28]
- Traktat o Unii Europejskiej z komentarzem, Studio Sto, Bielsko-Biała, 2001 (wspólnie z Mariuszem Muszyńskim)[28]
- Karta praw podstawowych z komentarzem, Studio Sto, Bielsko-Biała, 2001 (wspólnie z Mariuszem Muszyńskim)[28]
- Niemieckie ustawy o spółce z o.o. oraz o spółce akcyjnej, C.H. Beck, Warszawa 1996, 1999 (tłumaczenie wspólnie z Anną Łukasik)[28]